# Павел (село)
Павел (болг. Павел) — село в Болгарии. Находится в Великотырновской области, входит в общину Полски-Трымбеш. Население составляет 554 человека (2022).

## Политическая ситуация
В местном кметстве Павел, в состав которого входит Павел, должность кмета (старосты) исполняет Анка Пенчева Личева (Порядок, законность и справедливость (РЗС)) по результатам выборов правления кметства.
Кмет (мэр) общины Полски-Трымбеш — Георги Александров Чакыров (независимый) по результатам выборов в правление общины.